# Bloomeria
Genre
Classification APG III (2009)
Bloomeria est un genre végétal de la famille des asparagacées.

## Liste d’espèces
Selon ITIS :
- Bloomeria clevelandii S. Watson
- Bloomeria crocea (Torr.) Coville
- Bloomeria humilis Hoover